# Begonia horticola
Espèce
Synonymes
- Begonia parva Sprague[1]
- Begonia spraguei C.Weber[1]

Begonia horticola est une espèce de plantes de la famille des Begoniaceae.
L'espèce fait partie de la section Tetraphila.
Elle a été décrite en 1921 par Edgar Irmscher (1887-1968).

## Répartition géographique
Cette espèce est originaire des pays suivants : Congo ; Ouganda ; Zaire.